# Nersia florens
Nersia florens är en insektsart som beskrevs av Stsl 1862. Nersia florens ingår i släktet Nersia och familjen Dictyopharidae. Inga underarter finns listade i Catalogue of Life.